# NGC 1309
NGC 1309 este o galaxie spirală situată în constelația Eridanul. A fost descoperită în 3 octombrie 1785 de către William Herschel. Se află la o distanță de 31,19 de megaparseci de Pământ.